# Carles Cristià de Nassau-Weilburg
Carles Cristià de Nassau-Weilburg (en alemany Karl Christian von Nassau-Weilburg), va néixer a Weilburg, Alemanya, el 16 de gener de 1735 i va morir a Münster-Dreissen, prop de Kirchheim, el 28 de novembre de 1788. Va ser comte de Nassau-Weilburg, entre el 1753 i el 1788, essent el primer amb el títol de Príncep de Nassau-Weilburg.
Era fill de Carles August de Nassau-Weilburg i de Frederica Augusta de Nassau-Idstein. Va succeir al seu pare el 1753 i va unificar els seus dominis amb els de Nassau-Saarbrücken, Nassau-Usingen i Nassau-Dietz.
Va ser general de la infanteria neerlandesa, governador de Bergen op Zoom i governador de Maastricht (1773-1784).

## Matrimoni i fills
El 5 de març de 1760 es va casar a La Haia amb la princesa Carolina d'Orange-Nassau (1743-1787), filla del príncep Guillem IV d'Orange-Nassau i de la princesa Anna del Regne Unit. El matrimoni va tenir 15 fills, alguns dels quals han estat els avantpassats de les actuals famílies reials europees:
- Jordi Guillem de Nassau-Weilburg (La Haia, 18 de desembre de 1760 - Huis Honselaarsdijk, 27 de maig de 1762)
- Guillem Lluís de Nassau-Weilburg (La Haia, 12 de desembre de 1761 - Kirchheim, 16 d'abril de 1770)
- Augusta Carolina de Nassau-Weilburg (La Haia, 5 de febrer de 1764 - Weilburg, 25 de gener de 1802).
- Guillema Lluïsa de Nassau-Weilburg (La Haia, 28 de setembre de 1765 - Greiz, 10 d'octubre de 1837), casada a Kirchheim el 9 de gener de 1786 amb Heinrich XIII Fürst Reuss zu Greiz, (Greiz, 16 de febrer de 1747 - Greiz, 29 de gener de 1817)
- Filla nascuda morta (21 d'octubre de 1767)
- Frederic Guillem, Duc de Nassau (La Haia, 25 d'octubre de 1768 - Weilburg 9 de gener de 1816), casat amb Lluïsa Isabel de Kirchberg.
- Carolina Lluïsa de Nassau-Weilburg (Kirchheim, 14 de febrer de 1770 - Wiesbaden, 8 de juliol de 1828), casada a Kirchheim el 4 de setembre de 1787 amb Carles Lluís de Wied (Dierdorf, 9 de setembre de 1763 - Dierdorf, 9 de març de 1824)
- Carles Lluís de Nassau-Weilburg (Kirchheim, 19 de juliol de 1772 - Kirchheim, 27 de juliol de 1772)
- Carles Guillem de Nassau-Weilburg (Kirchheim, 1 de maig de 1775 - Weilburg, 11 de maig de 1807)
- Amàlia Carlota de Nassau-Weilburg (Kirchheim, 7 d'agost de 1776 - Schaumburg, 19 de febrer de 1841), casada en primer lloc a Weilburg el 29 d'octubre de 1793 amb el príncep Victor II d'Anhalt-Bernburg-Schaumburg-Hoym, i en segones núpcies a Schaumburg el 15 de febrer de 1813 amb Frederic de Stein-Liebenstein zu Barchfeld.
- Enriqueta de Nassau-Weilburg (22 d'abril de 1780 - 2 de gener de 1857), casada amb el duc Lluís de Württemberg, segon fill del duc Frederic II Eugeni de Württemberg.
- Carles de Nassau-Weilburg (1784, mort poc després de néixer)
- Tres fills més també nascuts morts (1778, 1779, 1785)

Després de la mort de la seva dona, es va casar amb Bàrbara Giessen von Kirchheim. Va morir el 1788 i el va succeir el seu fill gran Frederic Guillem de Nassau-Weilburg.